# Maruleng
Maruleng es un municipio local sudafricano situado en el distrito de Mopani, en la provincia de Limpopo.

## Superficie
Maruleng tiene una superficie de 3563 km².

## Demografía
En 2022, tenía 128 137 habitantes, una densidad poblacional de 35,97 hab./km², y 31 968 viviendas.